# Dorota Sokołowska
Dorota Sokołowska – polska prawnik, radca prawny, doktor habilitowana nauk prawnych, specjalistka w zakresie prawa autorskiego i handlowego.

## Życiorys
Studia prawnicze ukończyła na Wydziale Prawa i Administracji UAM w 1987 roku. W 1999 uzyskała na macierzystym wydziale stopień doktorski na podstawie pracy pt. "Utwory zbiorowe w prawie autorskim ze szczególnym uwzględnieniem encyklopedii i słowników” (promotorem był Marian Kępiński). Habilitowała się na podstawie oceny dorobku naukowego i rozprawy "Prawo twórcy do wynagrodzenia w prawie autorskim". Pracuje na stanowisku adiunkta w Katedrze Prawa Cywilnego, Handlowego i Ubezpieczeniowego Wydziału Prawa i Administracji UAM oraz na stanowisku profesora nadzwyczajnego w Katedrze Prawa Cywilnego i Handlowego Wydziału Prawa i Administracji US Od 2010 pełni funkcję arbitra Komisji Prawa Autorskiego przy Ministrze Kultury i Dziedzictwa Narodowego (dwie kadencje: 2010-2013, 2013-2016).
W 2018 w trakcie kryzysu wokół Sądu Najwyższego w Polsce zgłosiła swoją kandydaturę na sędziego Izby Dyscyplinarnej Sądu Najwyższego.

## Wybrane publikacje
- Utwory zbiorowe w prawie autorskim ze szczególnym uwzględnieniem encyklopedii i słowników, wyd. 2001
- Prawo twórcy do wynagrodzenia w prawie autorskim, wyd. 2013, ISBN 978-83-232-2563-8
- Opłaty reprograficzne. Artykuł 20 ustawy o prawie autorskim i prawach pokrewnych, wyd. 2014, ISBN 978-83-264-3366-5
- ponadto glosy do orzeczeń sądów oraz artykuły publikowane w czasopismach prawniczych, m.in. w "Państwie i Prawie"[1]